# Taj Šan
Taj Šan (gora Taj, kitajsko: 泰山; pinjin Tài Shān) je gora zgodovinskega in kulturnega pomena, ki leži severno od mesta Taj'an v provinci Šandong na Kitajskem. Najvišji vrh je Vrh cesarja Ju Dja (Žadastega cesarja) (poenostavljeno kitajsko: 玉皇顶; tradicionalno kitajsko: 玉皇頂; pinjin Yùhuáng Dǐng), za katerega pravijo, da je visok 1545 metrov, vlada LRK pa 1532,7 metra.
Taj Šan je znana kot vzhodna gora petih velikih kitajskih gora. Povezana je s sončnim vzhodom, rojstvom in prenovo in je pogosto velja za najpomembnejšo izmed petih. Taj Šan je bila kraj čaščenja že vsaj 3000 let in je bila v velikih delih tega obdobja eno najpomembnejših obrednih središč na Kitajskem .

## Lega
Gora Taj Šan se nahaja v zahodnem Šandongu, severno od mesta Taj'an in južno od glavnega mesta province, Džinan  (kitajsko 济南;  romanizirano Tsinan). Razteza se med 150–1545 m nadmorske višine in ob vznožju pokriva površino 426 km2. Vrh Žadastega cesarja, ki se dviga 1532,7 metra nmv, se nahaja na 36 ° 16′ N in 117 ° 6′ E.

## Zgodovina
Sledi človeške prisotnosti na gori Taj Šan izvirajo iz obdobja paleolitika. Dokaze o človeški poselitvi območja je mogoče dokazati že od neolitika naprej. V tem času sta se blizu gore pojavili dve kulturi, kultura Davenkou na jugu in kultura Longšan na severu.
V času dinastije Šja (kitajsko 夏; pinjin  Xia, okoli 2070–1600 pr. n. št.) je bila gora znana kot gora Daj (kitajsko: 岱山; pinjin: Dài Shān) in je ležala znotraj meja Čingdžoua, ene od devetih provinc starodavne Kitajske.
Versko čaščenje gore Taj ima tradicijo, ki sega 3000 let nazaj, od časa dinastije Šang (okoli 1600–1046 pr. n. št.) do dinastije Čing (1644–1912). Sčasoma se je to čaščenje razvilo v žrtvovanja Feng in Šan (uradni obred, ki ga je Sin nebes - kralji Džov in kasnejši kitajski cesarji - ponudil za poklon nebu in zemlji). Žrtvovanja so bila uradni cesarski obred in Taj Šan je postala eden glavnih krajev, kjer je cesar daroval, da bi se poklonil nebu (na vrhu) in zemlji (ob vznožju gore) v Feng (kitajsko: : 封;  pinjin: Fēng) in Šan (kitajsko: 禪; pinjin: Shàn). Obe žrtvovanji se pogosto imenujeta žrtve Fengšan (kitajsko: 封禪; pinjin: Fēngshàn). Vklesanje napisa kot del žrtvovanja je pomenilo doseganje 'velikega miru'.
V času dinastije Džov (ok. 1046–256 pr. n. št.) so žrtvovanja na Taj Šanu postala zelo obredne slovesnosti, v katerih je lokalni fevdalni gospodar tja potoval, da bi obredno žrtvoval hrano in predmete iz žada. To bi moral uredili v obredno pravilnem vzorcu, preden bi jih pokopali na gori. V spomladanskem in jesenskem obdobju (771–476 pr. n. št.) sta vazalni državi Či in Lu mejili na Taj Šan na severu oziroma jugu, od koder sta oba fevdalca neodvisno žrtvovala na gori Taj Šan. Po obrednem prepričanju Džova bi duh gore Taj sprejel le žrtve, ki jih je prinesel fevdni gospodar, tato je Konfucij (v njegovih Analektah 3.6) kritiziral ministre, ki so tu po odvzemu oblasti darovali državne žrtve. V obdobju vojskujočih se držav (475–221 pr. n. št.) je država Či, da bi se zaščitila pred invazijo, postavila 500 kilometrov dolgo obzidje, katerega ruševine so vidne še danes. Ime Taj'an v sosednjem mestu pripisujejo reku »Če je Taj Šan stabilen, je tudi celotna država« (oba znaka Taj'an, "泰" in "安" imata neodvisen pomen 'mir').
Leta 219 pred našim štetjem je Čin Ši Huangdi, prvi kitajski cesar, priredil slovesnost na vrhu in v znanem napisu razglasil enotnost svojega cesarstva. V času dinastije Han (206 pr. n. št. - 220 n. št.) so žrtvovanja Feng in Šan veljala za najvišje žrtve. 
Obrede in žrtvovanja so vodili Sui.
Japonska, Indija, perzijski dvor v izgnanstvu, Gogurjeo, Baekje, Silla, Göktürki, Khotan, Kmeri in Omajadski kalifat so imeli predstavnike, ki so se udeležili žrtvovanja Feng in Šan, ki jih je vodil cesar Gaodzong iz dinastije Tang leta 666 na gori Taj Šan.
Taj Šan je od leta 1987 na seznamu Unescove svetovne dediščine. Leta 2003 je privabila približno šest milijonov obiskovalcev. Konec oktobra 2005 je bil zaključen projekt prenove, katerega namen je bil obnoviti kulturne relikvije in obnoviti poškodovane stavbe kulturnega pomena. Goro Taj, ki je znana po svojih posebnih obredih in žrtvovanjih, so obiskali številni pesniki in literarni učenjaki, ki so tja potovali, da bi si pridobili navdih. Obstajajo grandiozni templji, veliko kamnitih napisov in kamnitih plošč, pri čemer ima gora pomembno vlogo pri razvoju budizma in daoizma.

## Naravni pomen
Poleg vrha Žadastega cesarja so druge značilne skalne formacije vrh Nebeške sveče, Pahljačast klif in Zadnjica skalne kotline.
Gora leži na območju vzhodnolistnatega gozda; približno 80 % površine je pokrito z rastlinjem. Znano je, da rastlinstvo obsega skoraj 1000 vrst. Nekatera drevesa na tem območju so zelo stara in imajo kulturni pomen, na primer ciprese dinastije Han, ki jih je posadil cesar Wu Di, Tangova japonska sofora  (Styphnolobium japonicum stara približno 1300 let), Bor dobrodošlice gostom (500 let) stari) in Bor petega ranga, ki ga je prvotno poimenoval cesar Čin Ši Huang, vendar je bil pred približno 250 leti ponovno zasajen.

### Fizične lastnosti
Taj Šan je blok ob prelomni coni, katere višina narašča od severa proti jugu. Je najstarejši primer paleo-metamorfne tvorbe iz kambrijskega obdobja na vzhodu Kitajske. Ta tvorba, znana kot Taishan Complex, vsebuje magnetizirano, metamorfno in sedimentno kamnino ter vdore drugega izvora v arhajski dobi pred 170–200 milijoni let. Dvig regije se je začel v proterozoični dobi; do konca proterozoika je postala del celine. Dvig se je nadaljeval do sredine kenozojske dobe. Gnajs, ki se je pojavil v regiji Tajšan, je temelj za vso severno Kitajsko. Kambrijski sloji, ki so se popolnoma pojavili na severu, so bogati s fosili. Z vrha teče šest potokov, njihova voda je znana po izjemno nizki vsebnosti mineralov, rahli kislosti (pH = 6,3) in razmeroma visoki vsebnosti kisika (6,4 miligrama na liter (mg / l)).

### Rastlinstvo
Rastlinstvo pokriva 79,9 % površine, ki je gosto gozdnato, vendar ni podatkov o sestavi. Flora je raznolika in znano je, da obsega 989 vrst, od tega 433 vrst gozdnatih, ostale pa zelnate. Zdravilne rastline skupaj zajemajo 462 vrst, med njimi so večcvetni dresnik, ginseng Tajšan, kitajska boraga in salomonov pečatnik, ki so znani po vsej državi. Nekatera drevesa so zelo stara in znana, zlasti Ciprese dinastije Han (posadil jih je pred 2100 leti cesar Vu Di iz dinastije Han), Bor dobrodošel gost (star 500 let) in Bor petega ranga (imenoval ga je cesar Čin Ši Huang iz dinastije Čin).

### Živalstvo
Poleg 122 vrst ptic je več kot 200 vrst živali, vendar natančnih podrobnosti ni. Velike ribe Varicorhinus macrolepis najdemo v tekoči vodi na 300–800 m.

## Kulturni pomen
Gora Taj Šan je ključnega pomena za kitajsko religijo, saj je na vzhodu ena od petih svetih gora na Kitajskem. Po zgodovinskih zapisih je gora Taj Šan postala sveto mesto, kamor so cesarji romali žrtvovat in meditirat že v času dinastije Džov 1000 pr. n. št. Napisi na skalah, kamnite plošče in templji pričajo o teh obiskih. Ugledni znanstveniki, tudi Konfucij, katerega rodno mesto Čufu je samo 70 km oddaljeno, so napisali svojo poezijo in prozo navdahnjeni s Taj Šanom, in pustili svoje kaligrafije na gori.

### Božanstva, povezana z goro Taj

#### Veliko božanstvo gore Taj Šan
Veliko božanstvo gore Taj Šan (kitajsko: 东岳大帝; pinjin: Dōngyuè Dàdì) je vrhovni bog gore Taj Pan. Po enem od mitoloških izročil je potomec Panguja. Po drugih teologijah je na vzhodu eden od petih manifestacij najvišjega božanstva (Wufang Shangdi).

#### Bišja Juandžun
Bišja Juandžun (kitajsko: 碧霞 元君; pinjin: Bìxiá Yuánjūn), dobesedno 'boginja modre zore', znana tudi kot 'nebeška nesmrtna dama iz žada' (kitajsko: 天仙 玉女; pinjin: Tiānxian Yùnǚ) ali 'Dama Taj Šan' (kitajsko: 泰山 娘娘; pinjin: Tàishān Niangniang). Po nekaterih mitoloških pripovedih je hči ali soproga Velikega božanstva gore Taj Šan. Na kipih Bišja Juandžun je pogosto upodobljena, kako drži tablico z Veliko medvedko kot simbol svoje avtoritete.

#### Janguang Nainai
Janguang Nainai (kitajsko: 眼光 奶奶; pinjin: Yǎnguāng Nǎinǎi) častijo kot boginjo vida in jo pogosto upodabljajo kot spremljevalko Bišja Juandžun.

#### Songdzi Njangnjang
Songdzi Njangnjang (kitajsko: 送子 娘娘; pinjin: Sòngzi Niangniang) je kot boginja plodnosti videti kot Janguang Najnaj, pogosto je upodobljena kot spremljevalka Bišja Juandžun.

#### Ši Gandang
Ši Gandang (kitajsko: 石 敢当; pinjin: Shígǎndāng) je duh, ki ga je Bišja Juandžun poslala z gore Taj Šan za zaščito navadnih ljudi pred zli duhovi. Kot del kulturne tradicije bodo v bližini stavb in drugih krajev pogosto postavljeni kamni Ši Gandang iz Tajšan, da bi jih zaščitili pred zli duhovi. Teh ne gre zamenjevati z duhovnimi tablami.

### Dajmjao
Tempelj boga gore Taj Šan, znan kot Daj tempelj (kitajsko: 岱庙; pinyin: Dàimiào), je največji in najcelovitejši starodavni gradbeni kompleks na tem območju. Stoji ob vznožju gore v mestu Taj'an in pokriva površino 96.000 kvadratnih metrov. Tempelj je bil prvič zgrajen v času dinastije Čin. Od časa dinastije Han (206 pr. n. št. - 220 n. št.) je bila njegova zasnova replika cesarske palače, zaradi česar je ena izmed treh obstoječih struktur na Kitajskem z značilnostmi cesarske palače (drugi dve sta Prepovedano mesto in Konfucijev tempelj v Čufuju). Tempelj ima pet večjih dvoran in veliko majhnih stavb. Osrednji del je Palača nebeških blagoslovov (Tian Kuang), zgrajena leta 1008, v času vladavine zadnjega severnega cesarja Huidzonga. V dvorani je stenska slika Bog Taj Šan potuje iz leta 1009. Stenska slika se razprostira okoli vzhodne, zahodne in severne stene dvorane in je visoka 3,3 metra ter 62 metrov dolga. Tema slike je inštekcijski ogled boga. Poleg Palače nebeških blagoslovov stojijo paviljon Jaocan in vhodni lok ter bronasti paviljon v severovzhodnem kotu. Tempelj Dai je obkrožen z 2100 leti starimi cipresami, ki segajo v čas dinastije Han. Najstarejše preživelo stopnišče je več kot 6600 granitnih stopnic na vrh gore.
Lokacija vsebuje številne dobro ohranjene stele iz obdobja vladavine Huidzonga, nekatere pa so nameščene na podstavku mitološke bišji želve. Obstaja tudi mnogo poznejša stela iz obdobja Čjanlong.

### Svetišče Modre zore
Svetišče Modre zore (kitajsko: 碧霞 祠; pinjin: Bìxiá Cí), blizu vrha gore, je še en velik stavbni kompleks, posebna kombinacija kovinskih komponent, lesa in opeke ter kamnitih struktur. Posvečeno je boginji Bišja (Modra zora). Od templja Tajšan do templja Modre zore so ob poti številne kamnite table in napisi ter starodavne zgradbe. 
Obiskovalci uživajo v vzpenjanju na goro Tajšan. Od rdečih vrat ob vznožju gore do Južnih nebeških vrat na vrhu je več kot 6600 kamnitih stopnic, ki se vijejo po gorskem pobočju, vsaka stopnica pa ponuja drugačen pogled.

### Šibapan
Šibapan (十八盘) pomeni 18 nivojev stopnic, kar je najugodnejši del stopnic na gori Taj Šan. Skupaj 1827 kamnitih stopnic je ena glavnih znamenitosti Taj Šana. Ljudje pogosto rečejo: »Taj Šan veličastna, vsa v Šibapanu, Taj Šan vzvišena, vsa v vzponu!" Šibapan ima tri dele, Počasnih osemnajst (慢 十八), Trdih osemnajst" (紧 十八) in Ne počasnih ne trdih osemnajst (不紧不慢 又 十八). Počasnih osemnajst pomeni, da je ta del lažje plezati, Trdih osemnajst pa, da je težje plezati, kar je zanimivo.

### Drugi spomeniki
Vzpon s skupno 7200 stopnicami (vključno z notranjimi stopnicami templja) s 6293 uradnimi stopnicami po gorskih stezah vodi do Vzhodnega vrha gore Taj Šan, vzdolž njegove poti je 11 vrat, 14 obokov, 14 kioskov in štirje paviljoni.
Na gori je skupno 22 templjev, 97 ruševin, 819 kamnitih plošč in 1018 napisov na klifih in skalah. Sem spadajo tempelj Žadskega cesarja (kitajsko 玉皇庙; pinjin: Yùhuáng Miào), tempelj boginje modre zore (kitajščina: 青 帝 宫; pinjin: Qīngdì Gōng), Konfucijev tempelj (kitajsko 孔子 庙; pinjin: Kǒngzi Miào), tempelj Doumu (kitajščina: 斗母宫; pinjin: Dòumǔ Gōng) in budistični tempelj Pudžao (kitajščina: 普照寺; pinjin: Pǔzhào Sì).
Med tablicami in napisi na vrhu Taj Šan je napis, ki goro razglaša za "najbolj spoštovano od petih svetih gora" (poenostavljena kitajščina: 五岳 独尊; tradicionalna kitajščina: 五嶽 獨尊; Posebej znan je "Vrh sončnega razgleda" (kitajščina: 日 观 峰; pinjin: Rìguān Fēng). Napisal ga je član klana Ajisin Gioro (kitajsko: 爱新觉罗 玉 构; pinjin: Àixīn Juéluō Yùgòu) leta 1907 in je prikazan na hrbtni strani bankovca za pet juanov, 5. serije renminbi. Drugi napis označuje Ploščad za ogled Lu (kitajsko: 瞻 鲁 台; pinjin: Zhānlǔ tái), s katere je Konfucij gledal nad svojo matično državo Lu in nato izgovoril »Svet je majhen«.
Stela brez besed (kitajsko: 无 字 碑; pinjin: Wúzì Bēi) stoji pred templjem Žadastega cesarja. Legenda pravi, da je bil cesar, ki je naročil stelo, nezadovoljen z načrtovanim napisom in se je odločil, da jo raje pusti prazno.

### Druge omembe
- Samomorilski klif (kitajščina: pinjin: Shěshēn Yá), preimenovan v Loving Life Cliff (kitajščina: 爱 身 崖; pinjin: Àishēn Yá) v dinastiji Ming
- Vrh opazovanja lune (kitajščina: 月 观 峰; pinjin: Yuèguān Fēng)
- Pogled nad ploščadjo Šandong (kitajščina: 瞻 鲁 台; pinjin: Zhānlǔ Tái)
- Raziščite morsko (oblakov) skalo (kitajščina: 探 海 石; pinjin: Tànhǎi Shí)

## Pregovori
Pomen Taj Šan se odraža v različnih pregovorih:
- 人心 齐 ， 泰山 移. Rénxīn qí, Tàishān yí. - Če se vsi strinjajo, se lahko celo Taj Šan premakne. (»Enotnost te naredi močnega«.)
- 登泰 山 而 小 天下. Dēng Tài shān ér xiǎo tiānxià. - Če se povzpnete na Taj Šan, veste, kako majhen je svet.
- À Tàishān Běidǒu - (tako mogočna kot) Taj Šan, (tako sijoča kot) Velika medvedka.

## Dostop
Obiskovalci lahko dosežejo Taj Šan z avtobusom, ki se konča pri vratih Na pol poti do nebes, od tam pa na vrh pripelje žičnica. Hoja iste razdalje peš traja od dve in pol do šest ur. Zaloge številnim prodajalcem ob cesti na vrh nosijo nosači bodisi od istih vrat bodisi vse od vznožja gore.
Za vzpon na goro obstajata dve smeri. Bolj priljubljena vzhodna pot se začne od Loka Tajšan. Na poti po 7200 kamnitih stopnicah gre pohodnik najprej mimo Stolpa deset tisoč nesmrtnih (Vanšjanlou), pečine Arhat (Luohanja) in palače do boginje Dou Mu (Doumugong). Pohod od Prvih vrat v nebesa (yi1 tian1 men2), glavnega vhoda, ki meji na mesto Taj'an, po celotni gori lahko traja dve uri in pol za pohodnika, ki teče, do šest ur za počasne. Doseg vrat Na pol poti do nebes od Prvih vrat v nebesa je ena ura za hitre do dve uri in pol za lagodne. Severovzhodno od palače do boginje Dou Mu je Zadnjica skalne kotline, v kateri je bila budistična diamantna sutra razrezana v znake velikosti petdeset centimetrov, za katere se domneva, da so vpisani v severno dinastijo Vei. 
Zahodna pot, po kateri gre manj turistov, je bolj slikovita, vendar ima manj kulturne dediščine.

## V popularni kulturi
- V romanu Jin Ping Mei Lunina dama roma v T'ai Shan, ... »prišli so v zlato palačo Niang-niang. Na vhodu je bil rdeč napis z zlatimi besedami: 'Palača sijočega sončnega zahoda.' Vstopili so noter in se zazrli v lik Niang-nianga.«[11]
- Kitajski idiom "Taj Šan & Veliki medved" (ozvezdje - kitajsko: 泰山北斗; pinjin: Tàishān Bĕidŏu) je okrasni pridevek za osebo velikih razlik.
- Kitajski idiom "有 眼 不 識 泰山" (dobesedni prevod »Ima oči, a ne prepozna gore Taj Šan«) se nanaša na nevedno, a arogantno osebo.
- Kitajski idiom "穩如泰山" (dobesedni prevod »Stabilen kot gora Taj Šan«) se uporablja za opis entitete, ki je zelo varna ali trdna.
- Po besedah starodavnega zgodovinarja Sima Čjana, je dejal: »Čeprav smrt prizadene vse ljudi, je lahko težja od gore Taj Šan ali lažja od peresa«.[12] Mao Zedong se je v 20. stoletju skliceval na ta odlomek: »Da bi umrl za ljudi je težje od gore Taj Šan, toda delati za fašiste in umreti za izkoriščevalce in zatiralce je lažje kot pero«.[13] Rage Against the Machine se tudi sklicujejo na odlomek v pesmi Leto bumeranga: »Torej grem težko, kot na Taj Šan«.[14]
- Tajshan je predmet pesmi pesnika dinastije Tang, Du Fuja, Pogled na Tajshan[15]
- Tajshan je večkrat omenjena v pesmih Ezre Pounda The Cantos, zlasti Pisan Cantos.
- Taj Šan je prikazana na hrbtni strani bankovcev za pet juanov 5. serije renminbi.
- Album Hold Your Fire kanadske progresivne rock skupine Rush iz leta 1987 je vseboval pesem Taj Shan, ki se nanaša na pot bobnarja / tekstopisca Neila Pearta na goro Taj Šan.
- Daj Mjao je v Sid Meierjevi Civilizaciji IV predstavljen kot verski kompleks, ki ga lahko zgradi Veliki prerok in tako v taoističnem svetem mestu postavi svetišče, posvečeno taoizmu.
- Taj Šan, nekateri njegovi templji in Žadasti cesar so navedeni in obiskani v knjigi Dana Simmonsa The Rise of Endymion.
- Taj Šan je navedena kot izvorni kraj borilne veščine Tajzan Tenrōken (泰山 天狼 拳, 'Mistična nebesna volčja pest') v Pest severne zvezde, ki jo je uporabljal Jurijev starejši brat Ryuga.
- Gora Taj Šan je soimenjak Mons Taj, ki se nahaja v bližini območja na zadnji strani Lune, kjer je pristala robotska vesoljska ladja Chang'e 4 [16]
- Na Taj Šan se odvijajo pomembni prizori iz romana Kroglasta strela Cišina Liuja, ki ga prikazuje kot mesto pogostih neviht in meteoroloških raziskav.